# Fajr-3 (tên lửa)
Tên lửa đạn đạo Fajr-3 MIRV (theo tiếng Ba Tư có nghĩa là Bình minh) hiện đại nhất của Iran hiện nay. Đây là loại hỏa tiễn đẩy bằng nhiên liệu lỏng, có khả năng tấn công đa mục tiêu do nước này phát triển và trình làng năm 2006. Iran không tiết lộ tầm bắn của Fajr-3 và chỉ cho biết, nó có thể tàng hình trước radar. Tên lửa này có thể tránh được radar dò.